# Пам'ятник юним героям (Лубни)
Пам'ятник юним героям (Пам'ятник Борі Гайдаю, Вані Сацькому та Толі Буценку) — пам'ятник піонерам Великої Вітчизняної війни у місті Лубни, Україна.

## Історія
Під час Німецько-радянської війни німецько-фашистські війська захопили у вересні 1941 року місто Лубни. Патріоти міста та батьківщини надавали їм героїчну відсіч. Так надовго безсмертними залишилися імена юних піонерів — Бориса Гайдая, Івана Сацького та Анатолія Буценка. Працюючи в місцевому залізничному депо, вони 27 січня 1943 року скерували справний німецький паровоз у ненаведений поворотний круг, і паровоз упав у яму. В результаті дванадцять відремонтованих паровозів не вийшли на колії, а десять інших, які потребували ремонту, залишилися перед поламаним поворотним колом. Лубенське депо на тривалий час вийшло з ладу. Окупанти схопили піонерів і після жорстоких тортур стратили.

## Опис
Монумент встановлено в 1959 році міському парку імені Донченка. Скульптор — Є. Ю. Горбань, архітектор — С. К. Кілессо.
Являє собою постамент із сірчаного граніту з трьома бронзовими фігурами юних героїв (висота 2 метри, ширина 1,8 метра) на бронзовій основі загальною висотою 4,83 метра, установлений біля цільної гранітної брили. На лицьовій частині постаменту викарбувані слова: «Юним героям Борі Гайдаю, Вані Сацькому, Толі Буценку, які загинули у боротьбі з фашистськими загарбниками.» На бічній його частині постаменту написано: «Вічна слава героям, що полегли в боях за честь і незалежність нашої Батьківщини».

## Пам'ять
- У СРСР трьом піонерам-героям була присвячена листівка із серії «Радянські піонери-герої» (українською мовою), виконаною українським художником Юхимом Кудеєм; Київ, 1985 р.).[6]
- Також у 1988 році їх честь було випущено конверт пошти СРСР.[7]